# Scybalocanthon cyanocephalus
Scybalocanthon cyanocephalus – rodzaj chrząszczy z rodziny poświętnikowatych i podrodziny Scarabaeinae. 

## Taksonomia
Gatunek ten opisany został po raz pierwszy w 1868 roku przez Edgara von Harolda pod nazwą Canthon cyanocephalus. Jako lokalizację typową wskazano „Orinoko”. Do rodzaju Scybalocanthon przeniesiony został w 1956 roku przez Francisca Silvéria Pereirę i Antonia Martíneza.

## Morfologia
Chrząszcz o ciele długości od 5,8 do 6 mm, w zarysie podługowato-owalnym, na całej powierzchni mikroziarenkowanym. Głowa jest czarna z zielonym połyskiem metalicznym, o nadustku zaopatrzonym w dwa małe, trójkątne, pośrodkowe ząbki na krawędzi przedniej. Przedplecze jest żółte lub brązowe z krawędziami i podłużną przepaską przez środek czarnymi, zielono połyskującymi. Jego przednie naroża mają kąt 85°, a brzegi boczne są zakrzywione nieregularnie, tworząc w połowie długości kąt rozwarty. Barwa pokryw jest żółta lub brązowa z krawędziami i półkolistą przepaską w części barkowej czarną z zielonym połyskiem metalicznym. Mają one wąskie, błyszczące, niewyraźnie punktowane rzędy, z których ósmy pozbawiony jest żeberka na przedzie. Spód ciała jest żółty lub brązowy. Genitalia samca mają lekko niesymetryczne paramery o krawędziach grzbietowych zakrzywionych dowewnętrznie w części nasadowej i środkowej oraz prawie prostych w części wierzchołkowej, a krawędziach brzusznych niemal prostych i z małym ząbkiem u podstawy. W endofallusie występuje okrągły z prawie prostą rączką skleryt peryferyjny górny prawy, I-kształtny skleryt peryferyjny frontolateralny bez szczecinek czy mikroszczecinek w pobliżu, naprzeciwległe i podłużne skleryty osiowy i podosiowy oraz I-kształtny skleryt dodatkowy.

## Ekologia i występowanie
Owad spotykany w nizinnych, podgórskich i górskich lasach deszczowych oraz w lasach okresowo wilgotnych o piaszczystym podłożu. Osobniki dorosłe żerują na odchodach ssaków.
Gatunek neotropikalny, znany z Trynidadu i Tobago, Wenezueli, Gujany Francuskiej oraz brazylijskich stanów Amapá i Pará.